# Heliga hjärtats katedral, Maliana
8°59′45″S 125°13′29″Ö / 8.995806°S 125.224778°Ö
Heliga hjärtats Katedral (portugisiska: Catedral do Sagrado Coração de Maliana) eller Cathedral of Maliana, och mer formellt Cathedral of the Sacred Heart of Jesus, är det namn som har getts till den religiösa byggnad som tillhör Katolska kyrkan och som finns i staden Maliana i Bobonaro distrikt i Östtimor, nära gränsen till Indonesien.
Katedralen följer den romanska eller latinska riten och den är säte för Malianas stift Dioecesis Malianensis eller Diocese de Maliana som grundades 2010 genom bullan "Missionalem Ecclesiae" från påve Benedictus XVI.

## Galleri

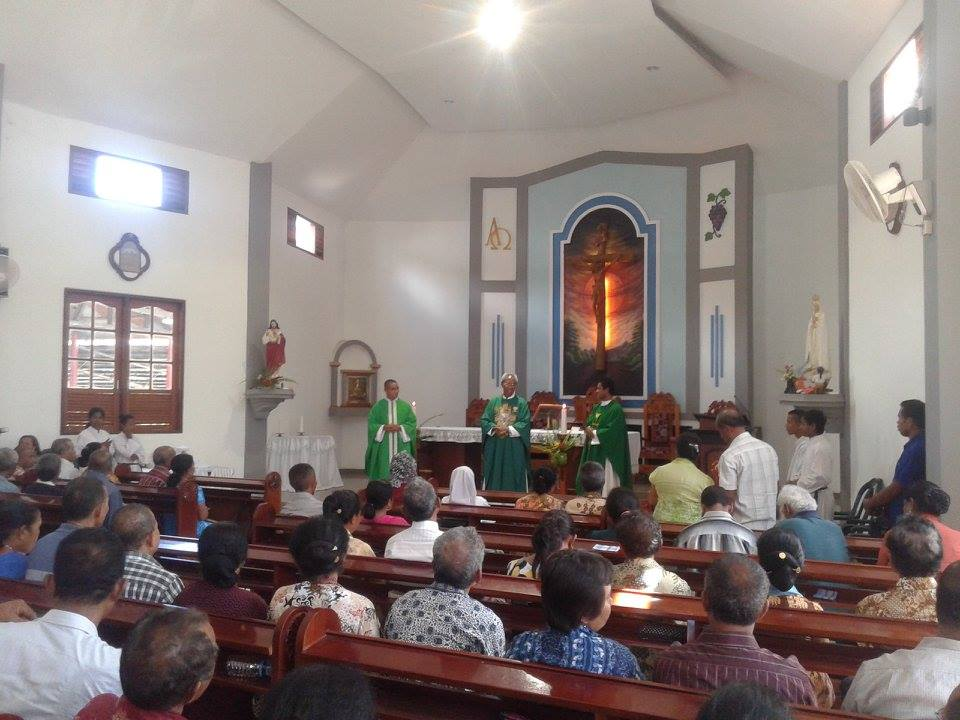
Gudstjänst
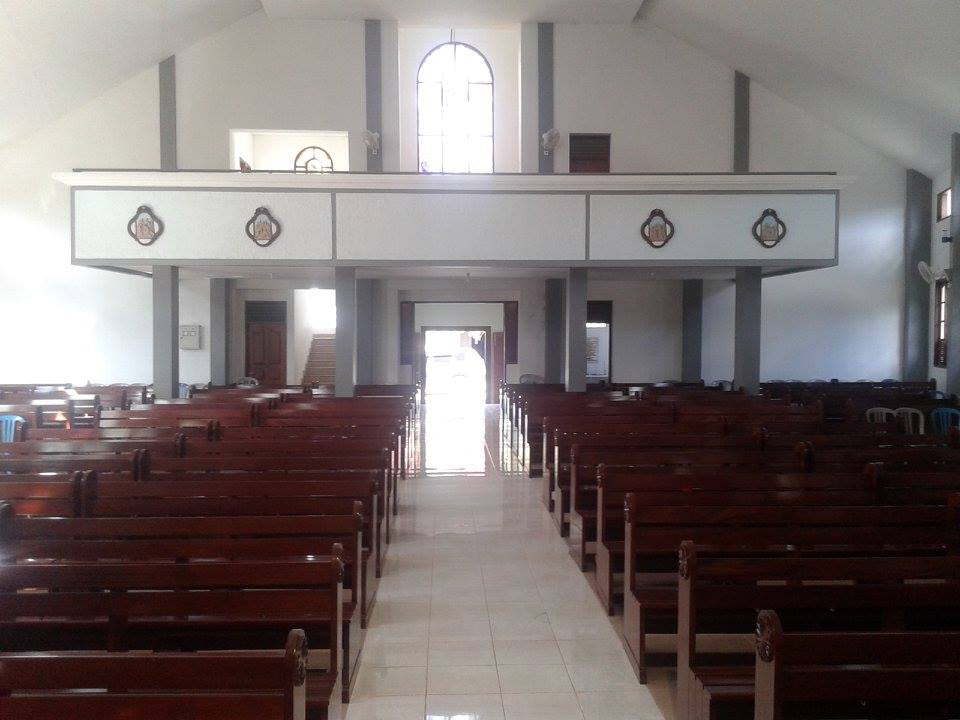
Kyrksalen
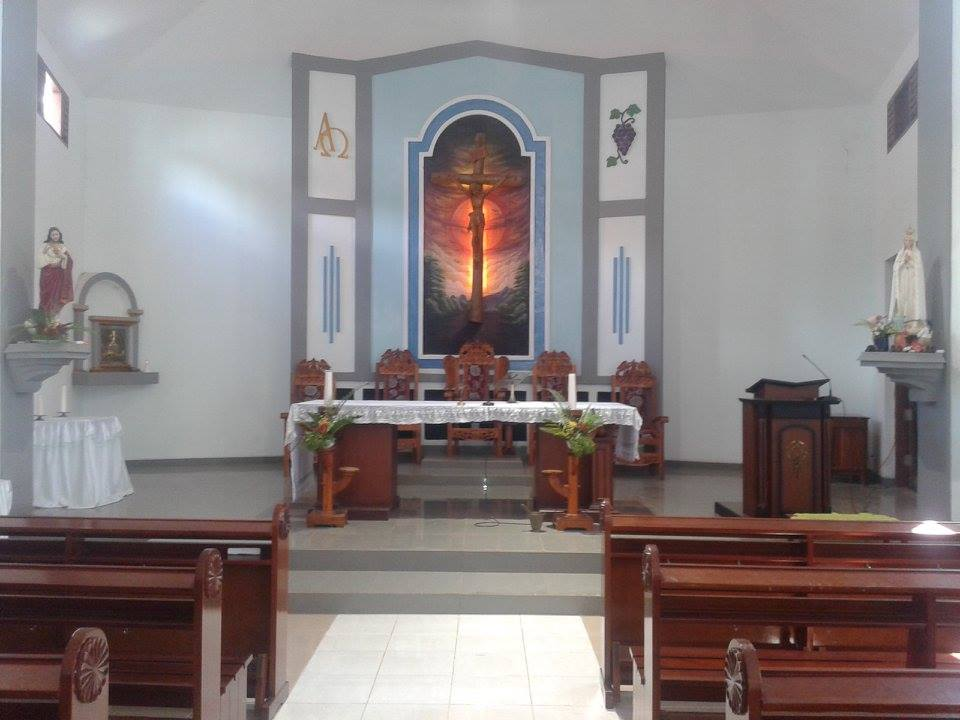
Altaret
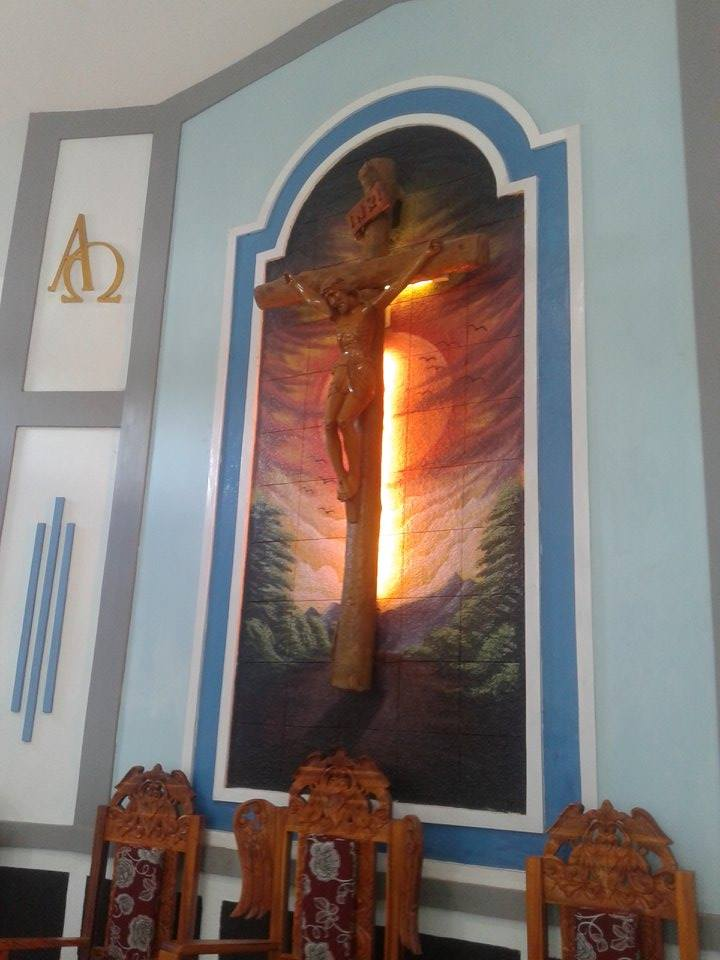
Altarkrucifix
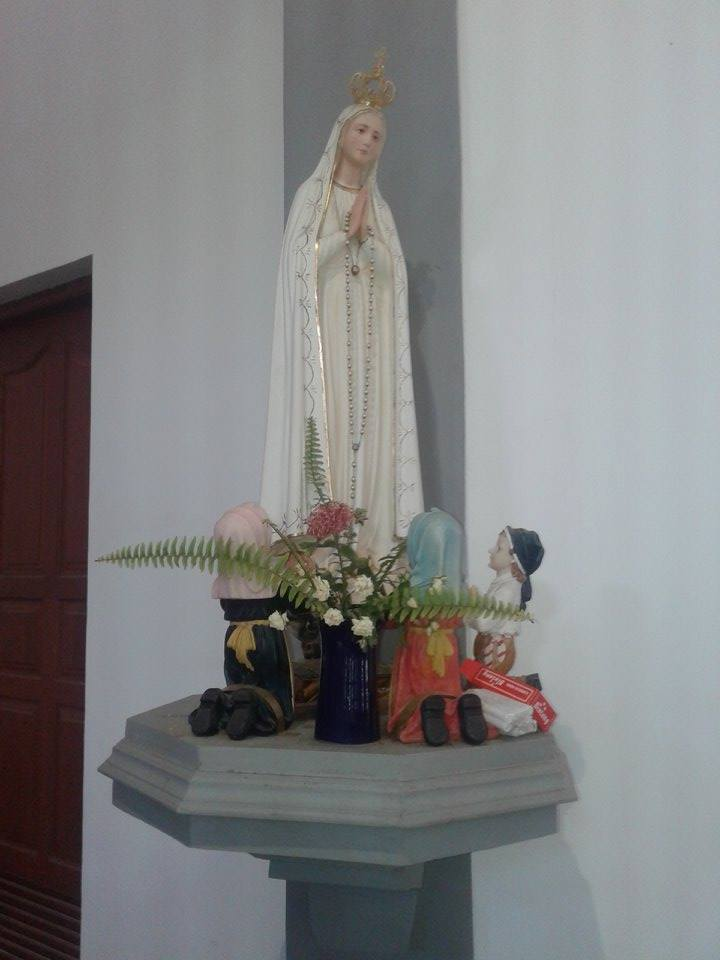
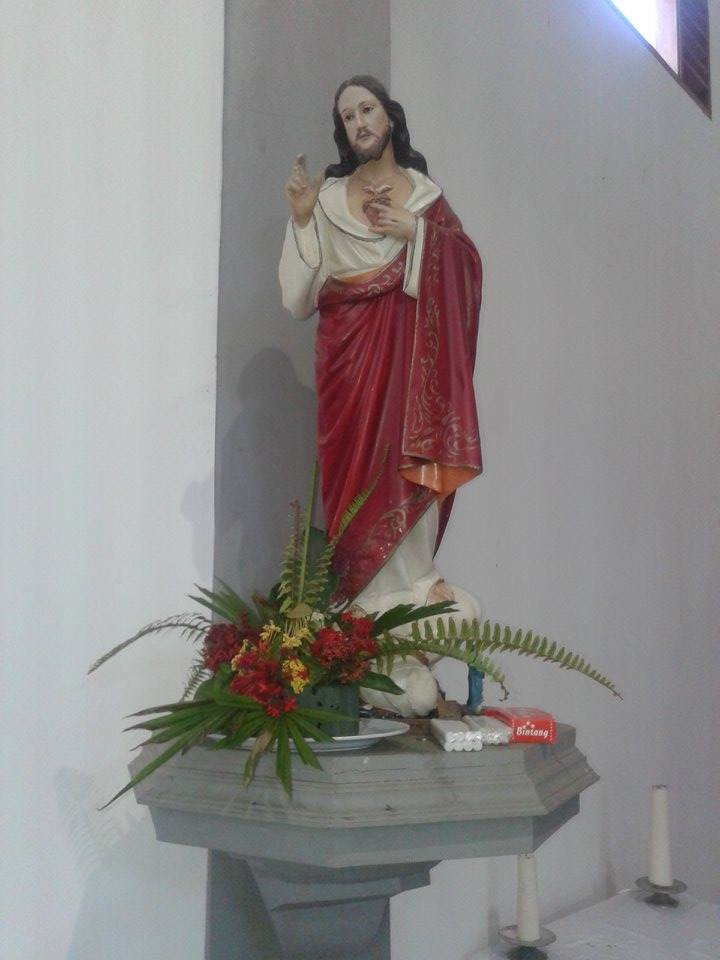